# Patrice Caratini
Patrice Caratini (Neuilly-sur-Seine, 11 luglio 1946) è un contrabbassista, compositore e direttore d'orchestra francese.

## Biografia
La sua carriera inizia nei club parigini dove, insieme a Michel Roques e Franco Manzecchi, suona il jazz. Altri musicisti si uniranno a lui come i pianisti Georges Arvanitas, Martial Solal e Mal Waldron (con cui comporrà il disco "Ursula" insieme a Franco Manzecchi nel 1969) o, ancora, il trombonista Slide Hampton. Nel 1976, forma un duo con il chitarrista Marc Fosset, assieme al fisarmonicista Marcel Azzola. Così accompagnano Stéphane Grappelli per più di dieci anni. È proprio quest'ultimo che è a capo dell'orchestra jazz dell'album di Maxime Le Forestier, in particolare nella canzone Le fantôme de Pierrot. È ancora lui che accompagna Le Forestier al contrabbasso durante il concerto Olympia 1973.
In compagnia del suonatore di bandoneón Juan José Mosalini, nonché del pianista Gustavo Beytelmann, Carattini suona anche del tango contemporaneo.
Nel 1980, crea un onset e compone sia per sé stesso che per altri gruppi. Nel 1992, partecipa attivamente alla creazione dell'Unione di musicisti jazz. Nel 2007 crea a Sceaux l'opera  Xocoatl, che unisce il coro di Reims Nicolas de Grigny e la sua orchestra jazz attorno al tema del cioccolato.
Nel 2003 forma insieme a Jean-Rémy Guédon la federazione d'orchestre Grands Formats, che unisce i professionisti del jazz e della musica d'improvvisazione promotori di progetti artistici con l'obiettivo di favorire lo sviluppo e la diffusione di queste orchestre non solo in Francia ma anche all'estero.
Patrice Caratini riceve il 10 dicembre 2007 il Grand prix du jazz da parte della Société des auteurs, compositeurs et éditeurs de musique (SACEM).

## Vita privata
Patrice è il padre del clarinettista Clément Caratini e del comico Louis Caratini.

## Discografia
- 1977 : Boîte à Musique (Open)(F)
- 1978 : Le chauve et le gaucher (Open)
- 1982 : Troisième acte (Cara)
- 1982 : 3 temps pour bien faire (Cara)
- 1982 : Endeka (Label Bleu)
- 1988 : Viens Dimanche (Label Bleu)
- 1996 : Hard scores (Label Bleu) : riedizione di Endeka e Viens Dimanche
- 1999 : Darling Nellie Gray (Label Bleu)
- 2002 : Anything goes – Le canzoni di Cole Porter con la cantante Sara Lazarus (Le Chant du Monde)
- 2004 : From the Ground (Le Chant du Monde)
- 2008 : De l’amour et du réel - con la cantante Hildegarde Wanzlawe (Chant du Monde/Harmonia Mundi)
- 2009 : Latinidad - con le percussioni di Cuba (Chant du Monde/Harmonia Mundi)
- 2011 : Chofé biguine la - con il pianista Alain-Jean Marie -  Biguine Reflections (Universal Music Jazz France)
- 2013 : BODY AND SOUL - creazione di Patrice Caratini, registrato pubblicamente al Paris Jazz Festival (L'Autre Distribution)
- 2015 : SHORT SONGS - con il sassofonista Rémi Sciuto e la cantante Hildegarde Wanzlawe  (Caramusic/L'Autre Distribution)